# مامیر استاش
مامیر استاش (روسی: Мамыр Басам Сташ؛ زادهٔ ۴ مهٔ ۱۹۹۳) دوچرخه‌سوار اهل روسیه است.
از باشگاه‌هایی که در آن بازی کرده‌است می‌توان به گازپروم–روس‌ولو اشاره کرد.
وی در مسابقات کشوری و بین‌المللی در مجموع برندهٔ ۱ مدال نقره، ۱ مدال برنز شده‌است.